# Vitold Belevitch
 (décembre 2017).
Si vous disposez d'ouvrages ou d'articles de référence ou si vous connaissez des sites web de qualité traitant du thème abordé ici, merci de compléter l'article en donnant les références utiles à sa vérifiabilité et en les liant à la section « Notes et références ».
Vitold Belevitch (2 mars 1921 - 26 décembre 1999) est un mathématicien et ingénieur électricien belge d'origine russe. 

## Biographie
Il réalise un travail important dans le domaine de la théorie des réseaux électriques. Il est l'auteur d'un certain nombre de théorèmes sur les circuits et il introduit le concept des paramètres de diffusion.
Il s'intéresse aussi aux langues et a proposé un calcul mathématique de la Loi de Zipf. Il publie plusieurs articles sur les machines linguistiques. Il s'intéresse aussi aux lignes de transmission. Il travaille sur la téléconférence et introduit la construction mathématique de la matrice de la conférence.
Il est chargé de cours, puis professeur extraordinaire, de 1953 à  1985 à la Faculté des sciences appliquées de l'Université catholique de Louvain, où il enseigne la théorie des circuits et d'autres questions mathématiques liées à l'électricité. 